# Мужская олимпийская сборная США по баскетболу в 2012 году
Национальная мужская баскетбольная сборная из Соединенных Штатов выиграла золотую медаль на летних Олимпийских играх 2012 в Лондоне. Защищая золотую медаль, завоеванную командой 2008 года на предыдущих Олимпийских играх, американцы прошли квалификацию на Олимпийские игры 2012 года после победы на чемпионате мира ФИБА 2010 года . Олимпийская команда потеряла некоторых игроков из-за травм, которые могли бы попасть в команду, и, похоже, не хватало мужчин крупного телосложения. В их состав вошли пять игроков, вернувшихся из олимпийской сборной 2008 года, и ещё пять игроков участников чемпионата мира 2010 года. Коби Брайант, одержавший победу в финале Национальной баскетбольной ассоциации (НБА) 2011—2012 годов, являлся лидером олимпийской сборной.
США не потерпели поражения на олимпийских играх, но оказались уязвимыми в пяти показательных играх. Они закончили турнир с идеальным результатом 8-0. Американцы часто играли небольшим составом, в котором упор делался на скорость, быстроту и стрельбу вне поля. Команда установила олимпийский рекорд в одиночном матче, набрав 156 очков в матче против Нигерии в предварительном раунде. В матче-реванше в финале 2008 года сборная США снова победила Испанию и завоевала золото.

## Состав

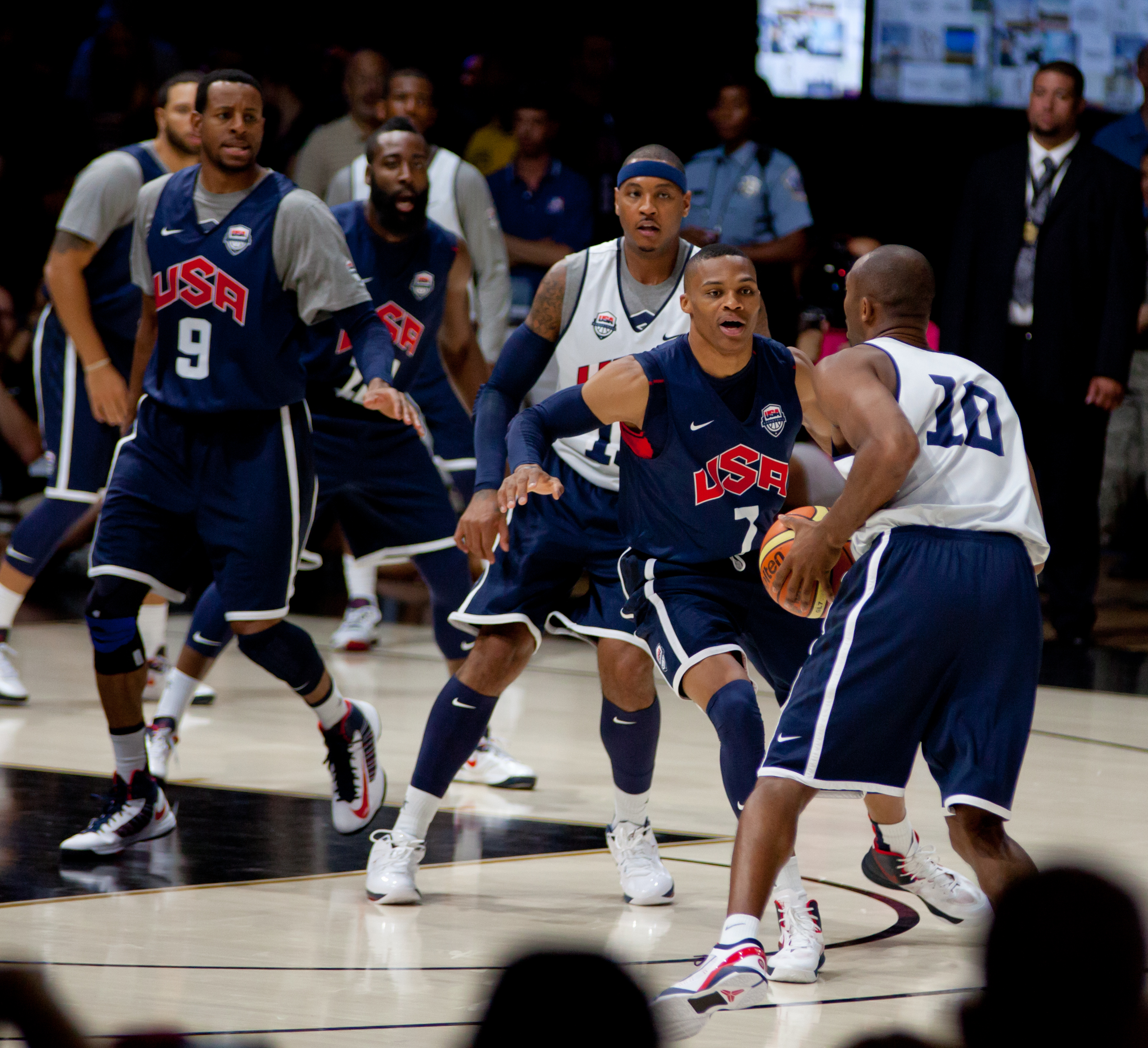
Команда 2012 года тренируется в Вашингтоне, округ Колумбия.

Команда 2012 года состояла из вернувшихся олимпийских золотых медалистов 2008 года, форвардов Леброна Джеймса и Кармело Энтони, разыгрывающих Криса Пола и Дерона Уильямса и атакующего защитника Коби Брайанта. В нём также участвовали нападающие чемпионата мира 2010 года Кевин Дюрант и Андре Игуодала, нападающий Кевин Лав, центровой Тайсон Чендлер и разыгрывающий Рассел Уэстбрук . Последние два места в списке заняли атакующий защитник Джеймс Харден и форвард Блейк Гриффин; они были выбраны вместо атакующего защитника Эрика Гордона, форварда Руди Гей и форварда Энтони Дэвиса . Затем Гриффин получил разрыв мениска во время тренировки, и его заменил Дэвис, лучший игрок драфта НБА 2012 года, который ранее не смог тренироваться во время финальных отборов из-за травмы лодыжки. Нападающий Ламар Одом снял себя с рассмотрения в июле перед началом сбора.
Первые 20 финалистов были объявлены в январе 2012 года. Помимо Гриффина, из-за травмы снялись и другие нападающие Крис Бош и Ламаркус Олдридж, разыгрывающие Деррик Роуз и Чонси Биллапс, атакующий защитник Дуэйн Уэйд и центровой Дуайт Ховард. Харден и Дэвис были добавлены в качестве замены. Центровой Эндрю Байнум отклонил приглашение быть добавленным в качестве финалиста.
Хотя состав сборной был ослаблен травмами игроков, исполнительный директор сборной США Джерри Коланджело считал, что команда атлетичнее и опытнее, чем команда, завоевавшая золотую медаль на олимпийских играх 2008 года.

## Ход событий

### Групповой этап
| 29 июля 2012 года 14:30 |                            | США 98, Франция 71 | США 98, Франция 71 | США 98, Франция 71 |  |
| 29 июля 2012 года 14:30 | 22:21, 30:15, 26:15, 20:20 |                    |                    |                    |  |

| 31 июля 2012 года 22:15 |                            | Тунис 63, США 110 | Тунис 63, США 110 | Тунис 63, США 110 |  |
| 31 июля 2012 года 22:15 | 15:21, 18:25, 14:39, 16:25 |                   |                   |                   |  |

| 2 августа 2012 года 22:15 |                            | США 156, Нигерия 73 | США 156, Нигерия 73 | США 156, Нигерия 73 |  |
| 2 августа 2012 года 22:15 | 49:25, 29:20, 41:17, 37:11 |                     |                     |                     |  |

| 4 августа 2012 года 14:30 |                            | Литва 94, США 99 | Литва 94, США 99 | Литва 94, США 99 |  |
| 4 августа 2012 года 14:30 | 25:33, 26:22, 21:23, 22:21 |                  |                  |                  |  |

| 4 августа 2012 года 14:30 |                            | Аргентина 97, США 126 | Аргентина 97, США 126 | Аргентина 97, США 126 |  |
| 4 августа 2012 года 14:30 | 32:34, 27:26, 17:42, 21:24 |                       |                       |                       |  |

### ¼ финала
| 8 августа 2012 года 22:15 |                            | США 119, Австралия 86 | США 119, Австралия 86 | США 119, Австралия 86 |  |
| 8 августа 2012 года 22:15 | 28:21, 28:21, 28:28, 35:16 |                       |                       |                       |  |

### ½ финала
| 10 августа 2012 года 21:00 |                            | Аргентина 83, США 109 | Аргентина 83, США 109 | Аргентина 83, США 109 |  |
| 10 августа 2012 года 21:00 | 19:24, 21:23, 17:27, 26:35 |                       |                       |                       |  |

### Финал
| 12 августа 2012 года 15:00 |                            | США 107, Испания 100 | США 107, Испания 100 | США 107, Испания 100 |  |
| 12 августа 2012 года 15:00 | 35:27, 24:31, 24:24, 24:18 |                      |                      |                      |  |

## Ссылка
- Результаты мужских олимпийских соревнований по баскетболу 2012 на usabasketball.com
- USA Combined Team Statistics (as of Aug 12, 2012) (PDF). usabasketball.com. Архивировано из оригинала (PDF) 14 августа 2012. Дата обращения: 14 августа 2012.